# 正五角丸塔反柱
正五角丸塔反柱（せいごかくまるとうはんちゅう、Gyroelongated pentagonal rotunda）とは、24番目のジョンソンの立体で、正十角反柱の1つの底面に正五角丸塔をつけた形である。

## 関連図形
| 正反十角柱 （正五角丸塔を取り除く） | 正五角丸塔 （正反十角柱を取り除く）   |                            |
| 双五角丸塔反柱 （正五角丸塔を追加） | 五角台塔丸塔反柱 （正五角台塔を追加） | 正五角丸塔柱 （18°ねじる） |